# Премия «Золотая малина» за худшую музыку к фильму
Премия «Золотая малина» за худшую музыку к фильму (англ. Razzie Award for Worst Musical Score) — награда, вручаемая на ежегодной церемонии премии «Золотая малина» за худшую музыку, написанную для фильма. Категория была основана в 1982 и прекращена в 1986 году.
Эннио Морриконе и Джорджо Мородер, единственные номинанты, которые были номинированы более одного раза.

## Победители и номинанты
| Церемония  | Фильм                                                       | Победители и номинанты                                        |
| ---------- | ----------------------------------------------------------- | ------------------------------------------------------------- |
| 1982 (2-я) | • Легенда об одиноком рейнджере                             | Джон Барри                                                    |
| 1982 (2-я) | • Врата рая                                                 | Дэвид Мэнсфилд                                                |
| 1982 (2-я) | • Вор                                                       | Tangerine Dream                                               |
| 1982 (2-я) | • Под радугой                                               | Джо Ренцетти                                                  |
| 1982 (2-я) | • Зорро, голубой клинок                                     | Иэн Фрейзер                                                   |
| 1983 (3-я) | • Пиратский фильм                                           | Кит Хейн                                                      |
| 1983 (3-я) | • Бабочка                                                   | Эннио Морриконе                                               |
| 1983 (3-я) | • Жажда смерти 2                                            | Джимми Пейдж                                                  |
| 1983 (3-я) | • Монсеньор                                                 | Джон Уильямс                                                  |
| 1983 (3-я) | • Нечто                                                     | Эннио Морриконе                                               |
| 1984 (4-я) | • Одинокая леди                                             | Чарльз Калелло, Джефф Харрингтон, Дж. Пенниг и Роджер Вудурис |
| 1984 (4-я) | • Керель                                                    | Пер Рабен                                                     |
| 1984 (4-я) | • Супермен 3                                                | Джорджо Мородер                                               |
| 1984 (4-я) | • Йентл                                                     | Мишель Легран, Алан Бергман и Мэрилин Бергман                 |
| 1984 (4-я) | • Йор, охотник будущего                                     | Джон Скотт, Гуидо Де Анджелис и Маурицио Де Анджелис          |
| 1985 (5-я) | • Болеро                                                    | Питер Бернштейн и Элмер Бернстайн                             |
| 1985 (5-я) | • Метрополис (отредактированная версия) и Похититель сердец | Джорджо Мородер                                               |
| 1985 (5-я) | • Горный хрусталь                                           | Долли Партон и Майк Пост                                      |
| 1985 (5-я) | • Шина — королева джунглей                                  | Ричард Хартли                                                 |
| 1985 (5-я) | • Солнце, море и парни                                      | Сильвестр Левей                                               |
| 1986 (6-я) | • Рокки 4                                                   | Винс ДиКола                                                   |
| 1986 (6-я) | • Букмекерская лихорадка                                    | Томас Долби                                                   |
| 1986 (6-я) | • Копи царя Соломона                                        | Джерри Голдсмит                                               |
| 1986 (6-я) | • Революция                                                 | Джон Корильяно                                                |
| 1986 (6-я) | • Турок 182                                                 | Пол Заза                                                      |

## Заметки
1. ↑  Легран и Бергманы также были номинированы на премию «Оскар» в категории «Лучшая музыка к фильму» за «Йентл», который они позже выиграли.